# Danny Bautista
Daniel Bautista Alcántara (nacido el 24 de mayo de 1972 en Santo Domingo) es un ex  jardinero dominicano que jugó en las Grandes Ligas de Béisbol. 
Bautista fue firmado por los Tigres de Detroit en 1989. En 1993, se debutó en las mayores con los Tigres. Aunque bateó para un promedio de .331 en su primera temporada con los Tigres, sus números no fueron los que se esperaban, y su promedio de bateocomo disminuyó considerablemente durante las próximas cuatro temporadas. En 1996, fue cambiado a los Bravos de Atlanta. Jugó tres temporadas con los Bravos, pero tampoco produjo buenos números ofensivos, su mejor promedio de bateo en el equipo de los Bravos fue de .250 en 1998.
Puso mejores números ofensivos como miembro de los Marlins de Florida en 1999, bateando para un promedio de .288. En el 2000, continuó mejorando en la ofensiva, bateando más de diez jonrones por primera vez, mientras que tenía un promedio de .317 después de un canje a mitad de temporada que lo envió a los Diamondbacks de Arizona. Terminó ese año con un promedio de .283.
Bautista ganó un anillo de campeonato de Serie Mundial cuando los Diamondbacks vencieron a los Yanquis de Nueva York en siete partidos en la Serie Mundial de 2001.
En 2004, Bautista bateó de hit en 21 juegos consecutivos. La racha terminó en un juego contra los Filis de Filadelfia cuando Bautista se fue en blanco en dos turnos al bate. Bautista anunció su retiro del béisbol el 19 de marzo de 2005 tras una lesión en el tobillo. En el momento de su retiro, terminó con 685 hits y con un promedio de bateo de .272.
Danny jugó en la Atlantic League of Professional Baseball, la cual no está afiliada a la Liga Mayor de Béisbol, con los York Revolution en la primera temporada de existencia del equipo. Después de un canje, jugó para los Camden Riversharks. Actualmente está jugando en la Liga Mexicana con los Diablos Rojos del México.